# Misecznicowate

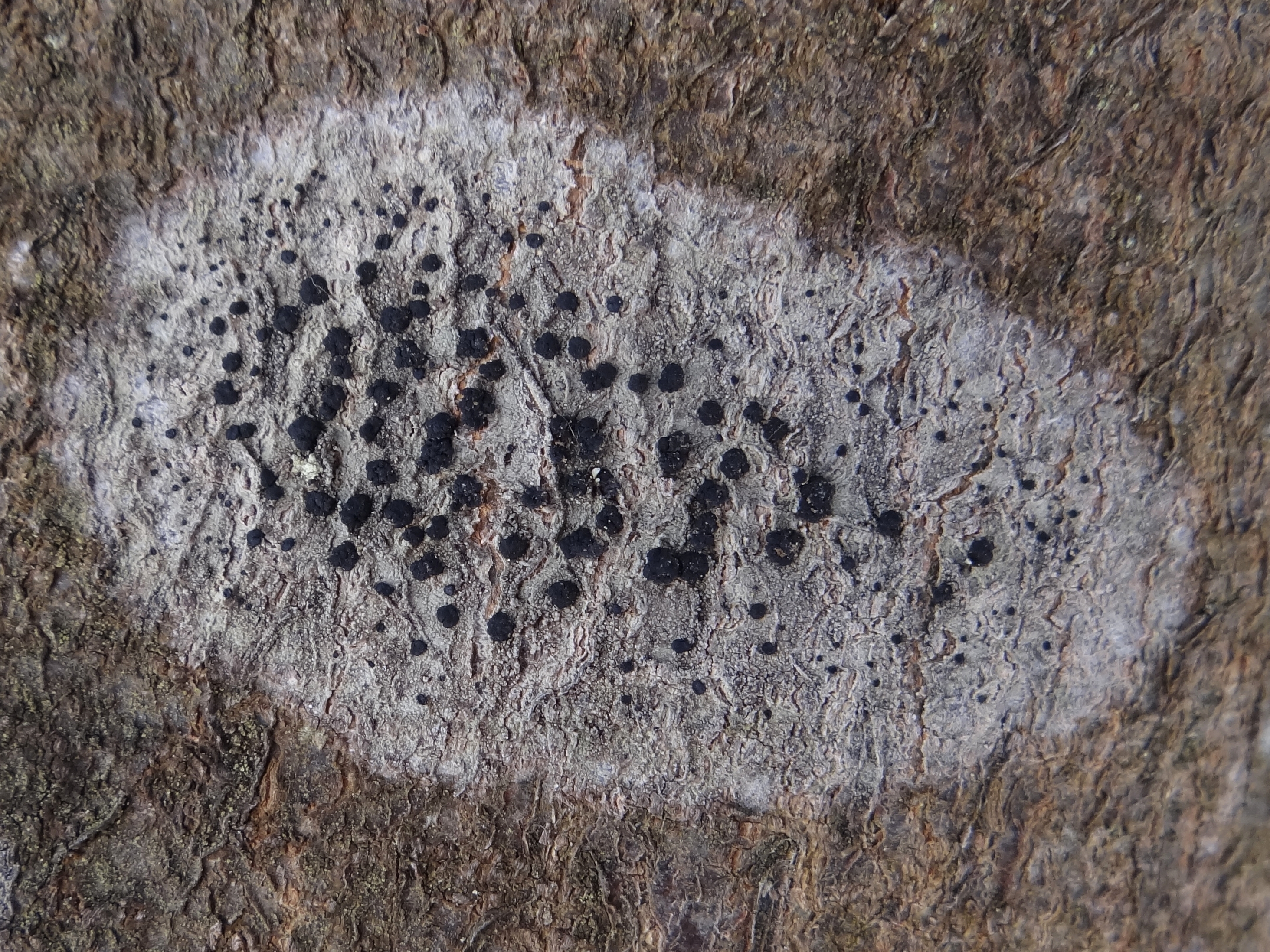
Amylka oliwkowa (Lecidella elaeochroma)

Misecznicowate (Lecanoraceae Körb.) – rodzina grzybów z rzędu misecznicowców (Lecanorales).

## Systematyka
Pozycja w klasyfikacji według Index FungorumLecanoraceae, Lecanorales, Lecanoromycetidae, Lecanoromycetes, Pezizomycotina, Ascomycota, Fungi.
RodzajeWedług aktualizowanej klasyfikacji Index Fungorum bazującej na Dictionary of the Fungi do rodziny tej należą rodzaje:
- Adelolecia Hertel & Hafellner 198
- Ameliella Fryday & Coppins 2008
- Bryodina Hafellner 2001 – włoniec
- Bryonora Poelt 1983
- Carbonea (Hertel) Hertel 1983 – węgliczek
- Cladidium Hafellner 1984
- Cladodium (Tuck.) Gyeln. 1934
- Claurouxia D. Hawksw. 1988
- Clauzadeana Cl. Roux 1984
- Diomedella Hertel 1984
- Edrudia W.P. Jord. 1980
- Frutidella Kalb 1994
- Glaucomaria M. Choisy 1929
- Huea C.W. Dodge & G.E. Baker 1938
- Japewia Tønsberg 1990
- Japewiella Printzen 1999
- Lecanora Ach. 1809 – misecznica
- Lecidella Körb. 1855 – amylka
- Miriquidica Hertel & Rambold 1987 – dziwlik
- Myrionora R.C. Harris 1988
- Palicella Rodr. Flakus & Printzen 2014
- Polyozosia A. Massal. 1855
- Protoparmeliopsis M. Choisy 1929
- Psorinia Gotth. Schneid. 1980 – łuszczyca
- Pulvinora Davydov, Yakovch. & Printzen 2021
- Punctonora Aptroot 1997
- Pyrrhospora Körb. 1855 – maranka
- Rhizoplaca Zopf 1905 – przypłaszczka
- Sagema Poelt & Grube 1993
- Sedelnikovaea S.Y. Kondr., M.H. Jeong & Hur 2015
- Traponora Aptroot 1997
- Tylothallia P. James & H. Kilias 1981
- Vainionora Kalb 1991[2].

Nazwy polskie według W. Fałtynowicza.